# Medaglia di apprezzamento del capo di Stato maggiore
La medaglia di apprezzamento del capo di stato maggiore è una decorazione concessa dal capo di Stato maggiore generale delle forze di difesa israeliane, il ramatkal, per ricompensare atti di sostanziale rafforzamento delle forze armate o della sicurezza dello stato compiuti da membri delle forze di difesa israeliane o estere, ma anche da civili israeliani o stranieri, costituita il 26 aprile 1981.
Sentenzierà la Commissione ministeriale sui simboli e le cerimonie di Israele dopo aver approvato la costituzione della medaglia: "Il capo del personale può dare a qualcuno un segno di apprezzamento, come espressione simbolica di apprezzamento per un atto massima importanza che ha fatto quella persona, direttamente o indirettamente, per rafforzare l'esercito, e che potrebbe far avanzare in modo significativo la sicurezza dello stato".

## Descrizione
La medaglia, un tondo di metallo color argento, è ornata nel verso frontale dalla stella di David accompagnata, sulla destra, da una spada e un ramo d'ulivo intrecciatole intorno.
Il nastro onora la bandiera di Israele e ne prende i colori ponendo due strisce blu in campo bianco.